# Sant Julià de Viladebages
Sant Julià de Viladebages és una església romànica del municipi d'Olius (Solsonès) protegida com a bé cultural d'interès local. Es troba a prop de la masia de Viladebages, en el paratge de Brics, i està dedicada a sant Julià.

## Descripció
És una església dels segles XI-XIII, d'una sola nau i un absis quadrat. La nau està coberta amb volta apuntada, orientada al nord-est. Les mides són de 5 x 8,80 m.
La construcció ha estat modificada. La nau i absis estan coberts amb volta apuntada no d'origen, i amb motllura de pedres trapezoïdals amb bisell als murs laterals de l'absis. El parament és de grans pedres treballades a cop de maceta en filades; les que volten la finestra i les dels angles són treballades a punta. Les pedres angulars de l'absis tenen l'angle arrodonit; les de la nau són d'aresta viva. Té un podi de 40 cm d'alçada màxima agafant quasi tot el mur oest-nord-oest de la nau. La porta és al frontis amb grans dovelles. Hi ha una finestra al mig de l'absis, d'una esqueixada i arc de mig punt monolític.

## Història
Aquesta església no està esmentada a l'Acta de Consagració i Dotació de la Catedral d'Urgell de l'any 839.